# Ana María Martínez Sagi
Ana María Martínez Sagi (Barcelona, 16 de febrero de 1907-Sampedor, 2 de enero de 2000) fue una poeta, sindicalista, periodista, feminista y atleta española, campeona de España en lanzamiento de jabalina, plusmarquista y pionera del deporte femenino español. Fue la primera mujer que formó parte de la junta directiva del Fútbol Club Barcelona.

## Biografía
Nació en el seno de una familia de la alta burguesía barcelonesa. Su padre, José Martínez Tatxé (Barcelona, 1871) era un industrial del textil, y su madre, Consuelo Sagi Barba, era hermana del barítono español Emilio Sagi Barba. Tuvo una formación exquisita, estudió en castellano y en francés porque su familia consideraba que el catalán no era una lengua culta, explica Juan Manuel de Prada que tuvo la oportunidad de conocerla en vida y de recoger su historia.
Martínez Sagi está considerada una de las periodistas más importantes de la Segunda República, junto con Josefina Carabias. A los diecinueve años empezó a publicar en el suplemento femenino del diario Las Noticias y, posteriormente, colaboró en el periódico La Rambla.
Entrevistó a todo tipo de personajes, desde mendigos y prostitutas hasta políticos catalanes. Especialmente destacados son sus reportajes sobre el sufragio femenino, que en la época era muy controvertido, ya que muchos progresistas, incluidas algunas feministas, temían que las mujeres decidieran su voto influenciadas por sus maridos o la Iglesia. También fue importante su labor de reportera en la Columna Durruti.
Además de sus trabajos periodísticos, también publicó algunos libros de poemas, que tuvieron un gran éxito en el momento. Su estilo se acerca al de las poetas de Hispanoamérica como Juana de Ibarbourou, Alfonsina Storni o Gabriela Mistral, un estilo desesperado y angustiado. Se le llegó incluso a considerar como la heredera de Rosalía de Castro.
En su vertiente feminista, Martínez Sagi fundó el primer club de mujeres trabajadoras de Barcelona, en el que se intentaba a ayudar en la alfabetización de la población femenina.
Como deportista, Martínez Sagi destacó en el lanzamiento de jabalina, siendo campeona de España y plusmarquista nacional. También practicó el tenis, el esquí y la natación.
En 1934 a los veintisiete años se convirtió en la primera mujer miembro de la junta directiva del FC Barcelona y en la primera mujer gran directiva del fútbol español de la mano de Josep Suñol. Tenía como objetivo potenciar el deporte femenino en el club y crear una sección específica, pero no lo consiguió y el fracaso del proyecto la llevó a dimitir de su puesto un año después. Martínez Sagi entendía el deporte como necesario para llevar a la mujer a la modernidad, compatibilizando cuerpo y mente.
Tras terminar la Guerra Civil, se exilió a Francia, donde participó en la Resistencia. En Cannes conoció a la esposa del Aga Khan, que la abordó cuando Martínez Sagi era pintora callejera, y acabó decorando su mansión. Después se retiró a un pueblo de la Provenza para el cultivo de flores aromáticas y, tras una breve estancia en Suecia, cruzó el Atlántico hacia América.
En la década de 1950, se marchó a Estados Unidos. Trabajó en la Universidad de Illinois, en la que estuvo dos décadas dando clases de francés y español. En todo ese tiempo nunca dejó de escribir. Volvió a España, al jubilarse en 1977 y tras la muerte de Franco en 1975, retirándose de la vida pública en el pueblecito de Moyá tras comprobar el cambio de situación cultural y social que había experimentado Barcelona desde que ella se fuera.
Tanto ella como su obra se mantuvieron en el anonimato hasta que Juan Manuel de Prada la localizó en el pequeño municipio barcelonés y recuperó su figura al publicar Las esquinas del aire: en busca de Ana María Martínez Sagi. La obra se presentó justo el día en que murió, el 2 de enero de 2000.
En 2021 se le puso su nombre ("La Sagi") a un Polideportivo Municipal del barrio de Sants-Badal de Barcelona, cercano al estadio del FC Barcelona, en recuerdo de su contribución como deportista, feminista e impulsora del deporte femenino.

## Vida personal
Mantuvo una relación con la escritora Elisabeth Mulder, relación que fue inspiración de su poesía. Cuando la madre de Martínez Sagi lo supo las obligó a la ruptura y le hizo quemar la correspondencia. Sólo logró guardar los poemas, que ocultó por miedo a la reacción del hijo de Mulder.

## Obra
- Caminos (Barcelona, 1929).
- Inquietud (Barcelona, 1931).
- Canciones de la isla (1932-1936).
- País de la ausencia (1938-1940).
- Amor perdido (1933-1968).
- Jalones entre la niebla (1940-1967).
- Los motivos del mar (1945-1955).
- Visiones y sortilegios (1945-1960).
- Laberinto de presencias (Barcelona, 1969).

## Filmografía
- La Sagi, una pionera del Barça (2019). Directores: Francesc Escribano, Josep Serra Mateu. TV3